# Ne m'oubliez pas
Pour l’article homonyme, voir Myosotis pour la fleur surnommée Ne m'oubliez pas.

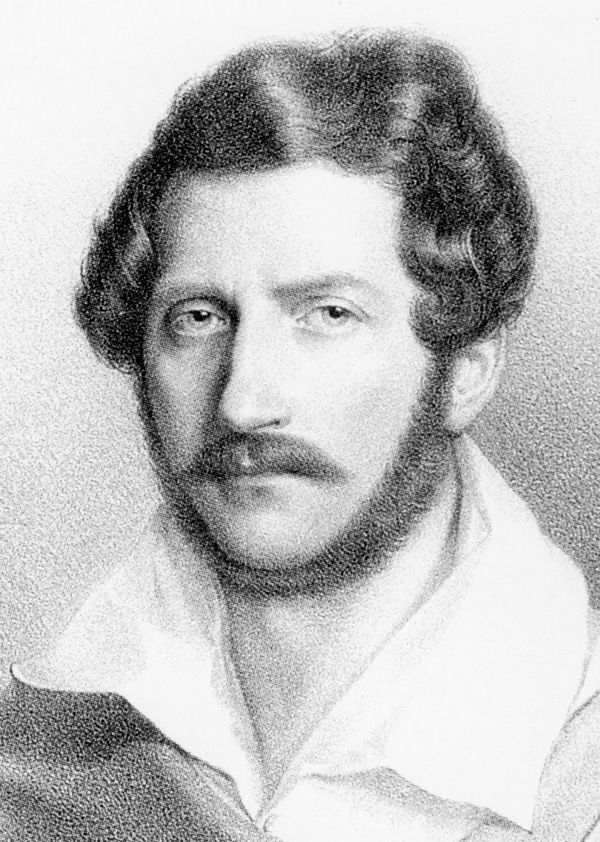
Opéra-comique de Gaetano Donizetti

Ne m'oubliez pas est un opéra-comique en 3 actes, musique de Gaetano Donizetti, livret (perdu) de Jules-Henri Vernoy de Saint-Georges, dont six numéros seulement ont été écrits entre 1842 et 1843.

## Histoire
Le premier opéra-comique en français de Donizetti, La Fille du régiment, créé le 11 février 1840, ne fut pas bien accueilli à Paris, mais il ne tarda pas à entamer une brillante carrière internationale sur les principales scènes d'Europe. Ce fut peut-être ce succès qui incita le directeur de l'Opéra-Comique, Crosnier, à proposer à Donizetti une nouvelle collaboration avec l'un des librettistes les plus prolifiques de l'époque, Jules-Henri Vernoy de Saint-Georges, déjà coauteur du livret de La Fille du régiment.
Une lettre de Donizetti à Vernoy de Saint-Georges, datée du 14 juillet 1842 à Milan, confirme que le projet était engagé à cette date : « Le livret doit être intéressant. Il faut que le cœur y parle. Je connais votre habileté, votre expérience du théâtre. N'ayons que peu de personnages [...] les meilleurs artistes. La Rossi, sans aucun doute. Par-dessus tout, je vous supplie de ne pas écrire trop de musique, pour qu'on ne se retrouve pas à devoir en laisser de côté comme avec La Fille du régiment. Envoyez-moi à Naples les chœurs, la cavatine de Rossi – tout ce qui ne vous posera pas de problème dans votre travail sur le canevas d'ensemble. Je voudrais que l'opéra soit créé pas plus tard que décembre car je dois être à Vienne au début de janvier. Je peux commencer les répétitions en octobre. Je suis très malheureux de ne pas pouvoir venir à Paris plus tôt, mais vous savez comme je travaille rapidement. Et vos vers me rendront la tâche facile. Pour l'instant, laissons cela entre vous, Crosnier et moi. »
Le contrat avec Crosnier fut finalement signé le 30 septembre 1842 mais le 30 janvier 1843, le compositeur n'avait toujours pas commencé son travail ainsi qu'il ressort d'une lettre adressée à son beau-frère, Antonio Vasselli, dans laquelle Donizetti dresse la liste des opéras qu'il a en chantier pour l'année : à Vienne, Maria di Rohan, à Naples, Ruy Blas, à Paris, Dom Sébastien, roi de Portugal et « pour l'Opéra-Comique, un sujet flamand ». Le livret n'était toujours pas arrivé et, deux semaines plus tard,  Donizetti écrivait à Michele Accursi à Paris : « Que fait Saint-Georges ? Il dort ? » et demandait à son ami de dire au poète de lui envoyer le livret complet le 1er mai au plus tard. Mais le 21 mars, il attendait toujours le troisième acte de Dom Sébastien et les « belles paroles » pour l'Opéra-Comique.
On peut supposer que le livret, ou du moins une partie de celui-ci, finit par parvenir à Donizetti à Vienne et qu'il commença à y travailler. Mais, pour une raison inconnue, après avoir composé six numéros et commencé un septième et peut-être un huitième, le compositeur s'interrompit. L'opéra, désormais intitulé Ne m'oubliez pas, ne fut jamais repris et fut laissé inachevé.
Le manuscrit se trouve à Paris à la Bibliothèque nationale de France. Il a servi de base au seul enregistrement, réalisé en 1979 à l'initiative de l'association Opera Rara.

## Distribution
- Henriette (soprano)
- André (ténor)
- Franz (baryton)
- Chœur de chasseurs

## Analyse
Le manuscrit comprend six numéros entièrement écrits :
1. un duo de cors ;
2. une romance (Oh ! la belle campagne) pour Henriette ;
3. une ballade (Heinach disait) pour Henriette, André et le chœur des chasseurs ;
4. un duo entre Henriette et Franz ;
5. une romance (Ah ! faudrait-il qu'elle appartienne) pour André ;
6. un duo entre Henriette et André.

Le finale de l'acte III a été commencé mais laissé inachevé après seulement quelques mesures. On trouve également à la Bibliothèque nationale un air de ténor destiné à un personnage nommé André, qui semble destiné à Ne m'oubliez pas.
Donizetti a indiqué, pour chaque numéro, l'acte dans lequel il prend place : l'acte I pour les n°s 1, 2 et 3 ; le finale de l'acte II pour le n° 4 ; l'acte III pour les n°s 5 et 6. 
Le livret ayant été perdu, il est malaisé de se faire une idée de l'intrigue. Henriette et André sont amoureux l'un de l'autre mais, au deuxième acte, l'héroïne est enlevée par le méchant capitaine Franz. La romance d'André jaloux à l'acte III laisse entrevoir un malentendu qui aura certainement été dissipé d'une manière ou d'une autre puisqu'André et Henriette sont de nouveau réunis dans le dernier numéro.

## Discographie
| Année | Distribution (Henriette, André, Franz)                  | Chef d'orchestre, Orchestre et chœur                        | Label                                                     |
| ----- | ------------------------------------------------------- | ----------------------------------------------------------- | --------------------------------------------------------- |
| 1979  | Margreta Elkins, Alexander Oliver, Christian du Plessis | James Judd, Orchestre Philharmonia, Chœur Geoffrey Mitchell | CD Audio : Opera Rara Cat: ORC 4 Enregistrement en studio |

### Sources
- (fr) Piotr Kaminski, Mille et un opéras, Paris, Fayard, coll. Les indispensables de la musique, 2003
- (fr) Philippe Thanh, Donizetti, Actes Sud, 2005
- (en) Don White, livret de l'enregistrement Opera Rara, 1979